# تاجیکستان در المپیک زمستانی ۲۰۱۰
تاجیکستان برای سومین بار بود که در المپیک زمستانی که در ونکوور کانادا برگزار می شد شرکت کرده بود.

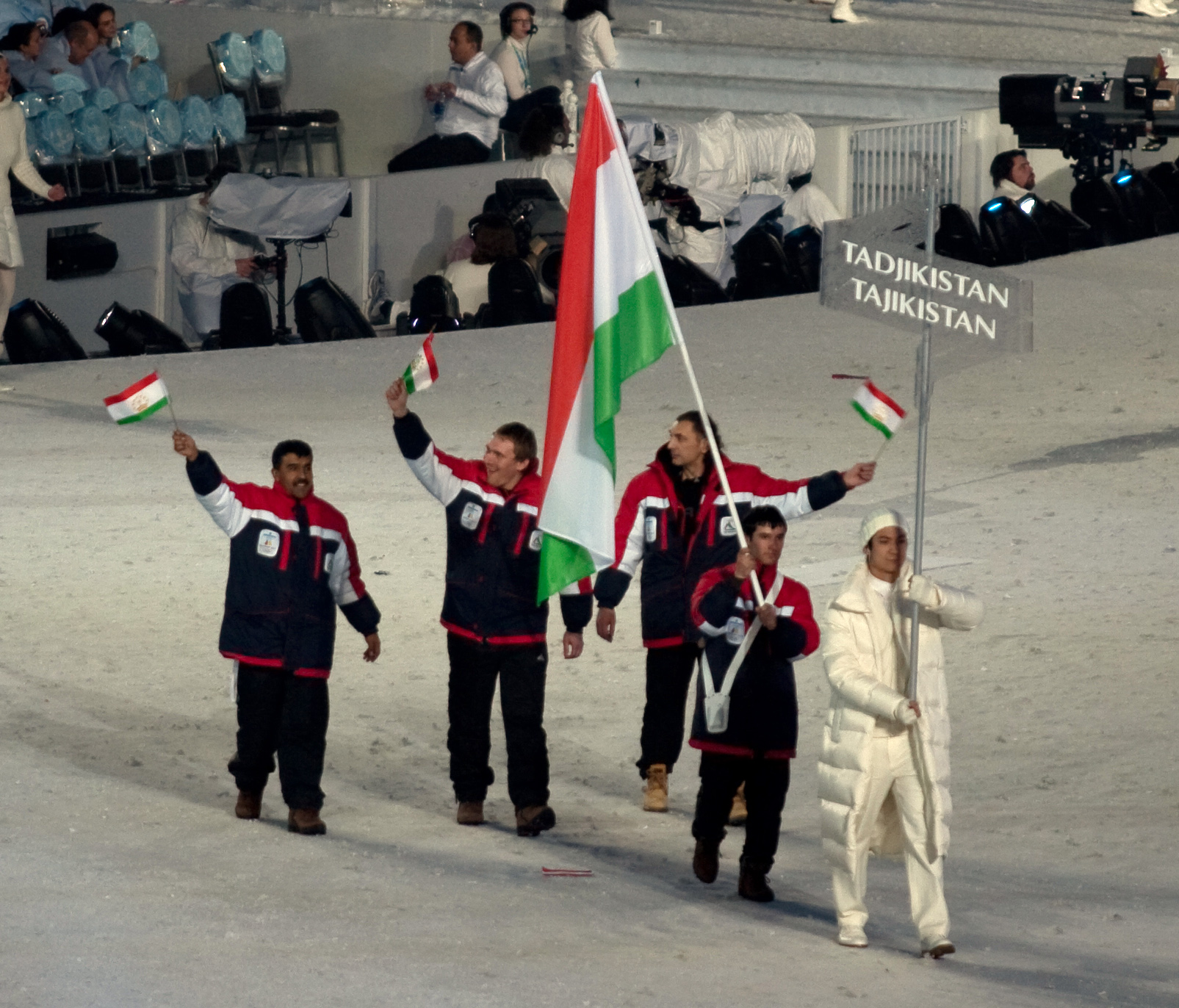
ورزشکاران تاجیک در مراسم افتتاحیه.

## اسکی آلپاین
| ورزشکار      | رویداد      | دور اول | دور دوم | مجموع   | رتبه |
| ------------ | ----------- | ------- | ------- | ------- | ---- |
| آندری دریگین | مارپیچ بزرگ | 1:25.82 | 1:29.47 | 2:55.29 | 57   |
| آندری دریگین | مارپیچ کوچک | DNF     | DNF     | DNF     | DNF  |
| آندری دریگین | اسکی سرعت   |         |         | 2:04.44 | 59   |
| آندری دریگین | سوپر جی     |         |         | 1:38.03 | 44   |